# کارلو کوستییولو
کارلو کوستییولو (ایتالیایی: Carlo Costigliolo; ۱۰ اوت ۱۸۹۳ – ۱۶ دسامبر ۱۹۶۸) ژیمناست هنری اهل ایتالیا بود.